# Mel and Kim
Мел энд Ким (англ. Mel & Kim) — британский поп-дуэт, состоявший из сестёр Мелани и Ким Эпплбай. В конце 1980-х годов были одними из подопечных очень модного тогда продюсерского трио Стока, Эйткена и Уотермана.

## История
Сёстры Кимберли (1961 г.рожд.) и Мелани (1966 г.рожд.) родились в Лондоне в смешанной малообеспеченной семье (белая мать, чёрный отец). С детства мечтали стать известными звёздами: Ким пыталась танцевать, а Мел петь, но после развода родителей и окончания школы были вынуждены идти работать. Ким в 17 лет уже заимела дочь, поэтому устроилась работать на фабрику по пошиву нижнего белья, а Мел мать предложила работать гламурной моделью для дешёвых изданий. Мел была категорически против, но мать отправила её фотографии в газеты, и за несколько дней Мелани добилась успеха как полураздетая и как обнажённая модель. В итоге она смирилась и решила использовать эту работу для поиска полезных связей. Вскоре один из её друзей-музыкантов из шотландской группы "Мармелад" предложил ей выступать в его клубе, и в начале 1985 года Мел даже записала два своих первых сингла. Но внезапно у неё обнаружили параганглиому в печени (редкий вид опухоли), и она полгода лечилась.
Осенью 1985 года Мел познакомилась в клубе с одним продюсером, который согласился подписать с нею контракт при условии, что она создаст дуэт. Мел позвала свою сестру Ким, и под именем "Kimmel" они записали несколько демо и заключили контракт с Supreme Record. Ещё через какое-то время президент лейбла представил сестёр известному продюсерскому трио Stock-Aitken-Waterman, которое предложило перспективным девушкам поработать на стыке стилей поп-дэнс и хаус. Эти продюсеры создали для "Mel & Kim" собственный стиль, смесь уличного и высокой моды. Первый же их сингл "Showing Out" в сентябре 1986 года попал в хит-парады по всей Европе, был №3 в Великобритании и №1 в танцевальном чарте США. А их второй сингл "Respectable" в феврале 1987 года вознёс их на вершину Музыкального Олимпа: он был №1 в Великобритании, Германии, Швейцарии, Бельгии, Голландии, Австралии, Новой Зеландии и в дэнс-чарте США и попал в ТОР10 ещё в нескольких странах.
Примерно в это время у Мел начались проблемы со спиной, во время танцев возникали боли, которые ещё больше усилились после её неудачного падения на концерте в Швейцарии. А летнее турне в поддержку дебютного альбома вообще пришлось прервать, и она вернулась из Японии в инвалидном кресле. После проведённого обследования у неё нашли раковую опухоль в позвоночнике. Мел была произведена операция и назначен длительный курс химиотерапии. Сёстры исчезли из публичного пространства, из-за чего клип на очередной успешный сингл "F.L.M." сняли без их участия, используя игрушечных марионеток, а в клипе на песню "That's The Way It Is" их место заняли обычные танцоры. Фанаты пытались выяснить, что случилось с Мел, и в итоге бывший парень Ким слил в одну газету фотки сильно располневшей от лекарств Мелани. Чтобы развеять слухи, которые могли поставить крест на их карьере, сёстры появились в апреле 1988 года в шоу Wogen, в котором признались, что у Мелани рак, но она полна решимости победить болезнь и продолжить карьеру, а тем временем они с Ким сочиняют песни для своего второго альбома.
Мел чувствовала себя всё лучше, и в августе 1988 года курс химиотерапии был закончен. Сёстры были готовы работать в студии, но к тому времени контракт с лейблом Supreme Record уже завершился. В итоге в начале 1989 года Мел и Ким перешли на Parlophone Record и начали обсуждать с новыми продюсерами программу записей. Они сделали пробные записи новой песни "Where Is Love", но неожиданно проблема Мел вернулась, и они снова исчезли из медийного пространства. Мелани был повторно назначен многомесячный курс химиотерапии. Позднее Ким рассказывала, что летом 1989 года у неё уже было понимание, что Мел неизлечима. К концу 1989 года курс терапии был пройден, но организм Мелани был сильно ослаблен, и 18 января 1990 года она умерла от пневмонии, осложнения обычной простуды. Её сестра Ким продолжила выступать сольно и осенью 1990 года всё же выпустила альбом из песен, которые они с сестрой готовили для второго альбома. Её сингл "Don't Worry" в октябре был №2 в Великобритании и Бельгии, №3 в Голландии, №5 в Ирландии, №6 в Швейцарии, №8 в Германии, №9 в Австрии и №12 в Швеции.

## Состав
- Мелани (Мел) Э́пплби[англ.] Melanie Susan Appleby (11 июля 1966 — 18 января 1990, 23 года)
- Ким Э́пплби[англ.] (род. 28 августа 1961)

## Дискография
- См. «Mel and Kim # Discography» в англ. Википедии.